# Férid Boughedir
Férid Boughedir, (فريد بوغدير (Tunisi, 1944), è un regista, sceneggiatore e produttore cinematografico tunisino.
Suo padre è Taoufik Boughedir, un noto giornalista, drammaturgo e intellettuale tunisino.

## Biografia
Férid Boughedir è nato nel 1944 a Hammam Lif, una cittadina a una quindicina di chilometri da Tunisi. Giornalista della rivista Jeune Afrique sin dal 1971, Boughedir è professore di cinema all'università di Tunisi. Oltre ad essere un cineasta, è anche un critico e uno storico del cinema, conosciuto per le sue pubblicazioni sulla storia del cinema africano e arabo,
Due suoi documentari, Caméra d'Afrique e Caméra arabe, rispettivamente del 1983 e del 1987, sono stati presentati in Sezione Ufficiale al Festival di Cannes e il suo primo lungometraggio Halfaouine ‒ L'Enfant des terrasses, rimane il film tunisino più conosciuto in tutto il mondo, vincitore del Tanit d'oro alle Giornate cinematografiche di Cartagine,

## Filmografia

### Regista
- Caméra d'Afrique
- Caméra arabe
- Asfour Stah o  Halfaouine ‒ L'Enfant des terrasses
- Un'estate alla Goulette (1996)
- Villa Jasmin